# Kino no Tabi
Kino no Tabi —the Beautiful World— (яп. キノの旅 —the Beautiful World—, неоф. укр. Подорож Кіно —Чарівний світ—) або скорочено Kino no Tabi — серія ранобе, написана Сігусавою Кейіті, про мандрівницю Кіно та її розмовляючого мотоцикла на ім'я Гермес, які подорожують по містах загадкового світу з унікальними звичаями та людьми, проводячи лише три дні в кожному місці. Ранобе вперше було опублікуване в шостому томі вже закритого журналу MediaWorks Dengeki hp 17 березня 2000 року. Перший том серії був опублікований 10 липня 2000 року в ASCII Media Works під їхнім імпринтом Dengeki Bunko.
Аніме-адаптація з 13 епізодів виробництва A.C.G.T і Genco транслювалася з квітня по липень 2003 року на WOWOW в Японії. Дві візуальні новели для PlayStation 2 були випущені ASCII Media Works, перша — в липні 2003 року, а друга — в грудні 2005 року. Також було створено два 30-хвилинні аніме-фільми, перший — у лютому 2005 року, а другий — у квітні 2007. Крім цього, були випущені дві манґи-адаптації. Новий 12-серійний аніме-серіал виходив у період з жовтня по грудень 2017 року. Спіноф під назвою «Gakuen Kino» (学園キノ, буквально «Академія Кіно») почав випускатися з 10 липня 2006.

## Сюжет
Головна героїня Кіно разом з розмовляючим мотоциклом Гермесом подорожують містичним світом, в якому знаходиться багато різних міст-держав, кожне з яких унікальне своїми звичаями та людьми. Кіно проводить лише три дні та дві ночі в кожному місті без винятку, за принципом, що трьох днів вистачить, щоб дізнатися майже все важливе, залишаючи час для дослідження інших поселень. У Країні видимого болю Кіно каже, що цей принцип, ймовірно, не вірний, зазначивши, що «якщо я залишуся на довше, то боюся, що оселюся». Повторювана тема аніме та ранобе описується фразою: «Світ не прекрасний, але саме завдяки цьому чарівний». Kino no Tabi досліджує те, що режисер Накамура Рютаро назвав "радикальним відчуттям «краси»,а жорстокість, самотність, абсурд, пригноблення та трагедія часто протиставляються співчуттю та казковій атмосфері.
Для захисту та полювання Кіно має револьвер калібру .44 одинарної дії (називається «Гармата», на основі Colt Walker), який використовує рідку вибухову речовину замість пороху, і автоматичний пістолет .22 калібру (називається «Дух лісу», на основі Colt Woodsman). Пізніше використовує також помпову рушницю (на основі Winchester M1897) і напівавтоматичну снайперську гвинтівку (під назвою «Флейта», на основі гвинтівки M14), а також іншу зброю, в тому числі ножі. В аніме показано, що Кіно носить не менше п'яти ножів, у тому числі того, який може стріляти кулями калібру .22 з рукоятки. Кіно тренується зі зброєю щодня на світанку.
Рівень технологій відрізняється від міста до міста. Світ твору не є надто магічним (єдиними «магічними» елементами є земля, що рухається, розмовляючі транспортні засоби і собака), хоча має певну казковість.

## Персонажі
Кіно (яп. キノ, англ. Kino) — головна героїня, подорожує різними країнами на розмовляючому мотоциклі Гермес, досліджуючи їхні культури та людей. Носить з собою зброю, звикла до життя мандрівника. З тими, кого зустрічає, постійно ввічлива і прямо відповідає на запитання.
Сейю: Маеда Ай (аніме 2003 року, відеоігри), Аой Юкі (аніме 2017 року), Хісакава Ая (аудіопостановка, Dengeki Bunko: Fighting Climax) (японською); Келлі Казінс (аніме 2003 року), Габі Ченнісі (аніме 2003 року) (молода Кіно), Ліндсей Зайдел (аніме 2017 року) (англійською)
Гермес (яп. エルメス, англ. Hermes) — розмовляючий мотоцикл Brough Superior, супутник Кіно; хоча іноді може бути упертим, він вірно супроводжує Кіно в її подорожах. У перших епізодах аніме та майже у всіх розділах романів він схильний неправильно вимовляти слова та фрази. В одному з епізодів розкривається, що Гермес отримав свідомість тоді, коли був убитий його творець. Його ім'я є посиланням на грецького бога Гермеса, покровителя мандрівників. Хоча воно пишеться як «Гермес», у третьому томі підкреслюється, що літера «Г» є німою.
Сейю: Айгасе Рюдзі (аніме 2003 року, відеоігри), Сайто Сома (аніме 2017 року), Нода Джунко (аудіопостановка) (японською); Синтія Мартінес (аніме 2003 року), Дерік Сноу (аніме 2017 року) (англійською)
Кіно (юнак) (яп. キノ (旅人, англ. Kino) — спокійний молодий чоловік в окулярах, який подорожував за тим же правилом трьох днів, що й головна героїня потім. Він прибув до Країни Дорослих і, швидше за все, став причиною того, чому головна героїня вирушила в подорож після того, як він загинув, захищаючи дівчину від звичаїв її країни. Головна героїня часто говорить подібно юнаку Кіно, і навіть іноді цитує його. У ранобе він каже, що заробляє на життя продажем лікарських трав і незвичайних предметів, які знаходить під час подорожей.
Сейю: Іноуе Кадзухіко (аніме 2003 року), Оно Дайсуке (аніме 2017 року) (японською); Кріс Паттон (англійською)
Шізу (яп. シズ, англ. Shizu) — молодий чоловік, добре володіє мечем. Він подорожує на пляжному багі з розмовляючою собакою Ріку.
Сейю: Ірі Такаші (аніме 2003 року), Умехара Юічіро (аніме 2017 року) (японською); Клінт Бікхем (аніме 2003 року), Джефф Джонсон (аніме 2017 року) (англійською)
Ріку (яп. 陸, англ. Riku) — розмовлюча собака породи самоїд, подорожує з Шізу. Здається, що він завжди усміхається.
Сейю: Оцука Хотю (аніме 2003 року), Мацуда Кенічіро (аніме 2017 року) (японською); Теджас Енглсміт (аніме 2003 року), Крістофер Сабат (аніме 2017 року) (англійською)
Ті (яп. ティー, англ. Ti) / Тіфана (яп. ティファナ, англ. Tifana) — дванадцятирічна дівчина, з якою Шізу подружився в Країні кораблів. Коли Шізу вирішує піти, вона не хоче розлучатися з ним і намагається вбити його разом з собою. Після того, як її зупинила Кіно, Шізу приймає Тіфану і вони далі подорожують разом з Ріку. Основною зброєю Тіфани є гранати, і вона носить сумку з ними.
Сейю: Ното Маміко (відеоігри), Сакура Аяне (аніме 2017 року) (японською); Моніка Ріал (аніме 2017 року) (англійською)
Сакура (яп. さくら, англ. Sakura) — дівчина з країни, яку відвідала Кіно в останньому епізоді першого аніме-серіалу. Вона багато в чому схожа на Кіно, наприклад, її батьки також володіють готелем. В англійській версії першого аніме-серіалу її ім'я змінено на Лілі, щоб зберегти пояснення, що її ім'я, вимовлене трохи інакше, стає образою. У цій версії діти називають її «Дурна Віллі» замість «некура» (根暗, що означає «журба»).
Сейю: Ябусакі Аой (зараз Аой Юкі) (аніме 2003 року), Амано Кокоа (аніме 2017 року), Сато Акемі (аудіопостановка) (японською); Хіларі Хааг (аніме 2003 року), Аріель Грем (аніме 2017 року) (англійською)
Шішо (яп. 師匠, англ. Shishou) — наставниця Кіно, яка навчила її влучної стрільби; живе в лісі. Її справжнє ім'я невідоме; «Шішо» означає «вчитель» або «майстер» (хоча Кіно спочатку цього не усвідомлює). У фінальному епізоді першого аніме-серіалу, зброяр, який ремонтував револьвер Кіно, впізнав його і сказав Кіно, що він колись знав молоду жінку, яка наполягала, щоб усі називали її «Шішо». Вона мандрувала між країнами і викликала проблеми, де б не була. У ранобе багато історій присвячено її подорожам разом із чоловіком, якого називають її «учнем», коли їй було трохи за тридцять. Вона та її учень показані неймовірно жадібними, навіть жорстокими. Вони їздять на побитій жовтій машині, схожій на Subaru 360.
Сейю: Мідорі Дзюнко, Ватанабе Акено (друга відеогра), Лінн (аніме 2017 року); Дженні Велч (аніме 2003 року), Кейтлін Гласс (аніме 2017 року) (англійською)

## Медіа

### Ранобе
Подорож Кіно почалася як серія ранобе, написаних Сігусавою Кейіті та проілюстрованих Куробоші Кохаку. Ця серія спочатку випускалася в нині закритому журналі ранобе MediaWorks Dengeki hp з випуском шостого тому 17 березня 2000 року. Перший том ранобе був опублікований 10 липня 2000 року компанією ASCII Media Works під видавництвом Dengeki Bunko. Восьмий том «Подорожі Кіно», вперше опублікований у жовтні 2004 року, став 1000-м опублікованим романом Dengeki Bunko. Додатковий том під назвою «Подорож Кіно — Чарівний світ» — «Країна театру — Кіно» був випущений як рекламний подарунок до другого аніме-фільму. 10 квітня 2008 року вийшла збірка додаткових глав Kino no Tabi: the Sigsawa's World разом із першим томом журналу ранобе Dengeki Bunko Magazine від ASCII Media Works.
Серія ранобе також була перекладена китайською, корейською та німецькою мовами. Tokyopop ліцензував романи під оригінальною назвою Kino no Tabi для випуску в Північній Америці, а перший том був опублікований 3 жовтня 2006 року. Порядок глав англійського випуску першого тому Tokyopop відрізнявся від японської версії. За словами представників Tokyopop, є проблеми з ліцензіаром, через які вони не можуть випускати подальші томи. Tokyopop використали зображення титульної сторінки з шостого розділу оригінальної ранобе для обкладинки англійської версії. У травні 2021 року Tokyopop повідомив, що термін дії ліцензії на серію закінчився.
Перший том спінофу під назвою Gakuen Kino був опублікований 10 липня 2006 року під лейблом Dengeki Bunko. Серія являє собою збірку пародій, спочатку опублікованих в трьох спін-офф журналах Dengeki hp: Dengeki p, Dengeki h і Dengeki hpa. У спін-оффі Кіно грає дівчину-чарівницю в шкільній обстановці. Gakuen Kino був перекладений китайською та корейською мовами.

### Артбуки та манґа
96-сторінковий артбук з ілюстраціями Куробоші Кохаку був випущений ASCII Media Works у березні 2003 року. Книга містила ілюстрації з «Подорожі Кіно» та серії ранобе «Еллісон», яка створена тими ж авторами, що й «Подорож Кіно». Також до артбуку увійшли ілюстрації, які ніколи не виходили в серії ранобе, та оригінальне оповідання Сігусави Кейіті. Ще два артбуки від Куробоші Кохаку були випущені до 15-річчя ранобе. Ці артбуки включають ілюстрації з «Подорожі Кіно» до 18-го тому, Gakuen Kino, усіх ранобе «Еллісон» та інших романів Кейіті Сігусави.
Також ASCII Media Works випустила три книжки-картинки під лейблом Dengeki Bunko Visual Novel. Перша, випущена 3 грудня 2003 року, містила 48 сторінок і називалася «Країна спогадів — їхні спогади». У комплекті з першою книжкою-картинкою був аудіо компакт-диск, на якому одна з пісень заснована на мелодії Канон Пахельбеля. Друга книжка, випущена 19 жовтня 2005 року, містила 80 сторінок і мала назву «Історія мандрівника —Ти—». Друга книжка була випущена двома виданнями, відмінністю між ними є DVD з першим анімаційним фільмом «Подорож Кіно: Щоб щось зробити — Життя триває». Третя книжка, видана 25 грудня 2007 року, містила 40 сторінок і мала назву «Моя країна —Власна воля—». Вона вийшла в комплекті з DVD-диском з другим анімаційним фільмом «Подорож Кіно: Країна хвороби —Для тебе—».
Манґа-адаптація до серії Gakuen Kino була проілюстрована групою додзінсі Dennō Ōwadan. Її випуск почався в десятому томі Dengeki G's Festival! Comic 23 лютого 2010 року. Її розділи було зібрано у вісім томів танкобон. Англійський переклад був випущений у період з лютого 2019-го до квітня 2021-го видавництвом Kodansha USA під їхнім імпринтом Vertical Comics. Друга манга, з ілюстраціями Гоу, почала випускатись в липневому випуску журналу Dengeki Daioh ASCII Media Works. Вона зібрана у п'ять томів танкобон.

### Аніме
Аніме-адаптація, яка складається з 13 епізодів, виробництва A.C.G.T і Genco транслювалася по супутниковій телевізійній мережі WOWOW з 8 квітня по 8 липня 2003 року. Серіал повторно транслювався по всій Японії аніме-мережею супутникового телебачення Animax, яка потім транслювала його у своїх всесвітніх мережах у Південно-Східній Азії, Східній Азії та Південній Азії. Аніме було випущене на шести DVD-дисках; перший диск містив три епізоди, а кожен наступний містив по два епізоди. Серіал був перевиданий на DVD у популярних виданнях на шести дисках; перші три диски, зібрані разом, продавалися з 19 січня 2005 року, а останні три диски продавалися разом з 16 лютого 2005 року. На додаток до основного серіалу, є також 12-хвилинний пролог під назвою «Епізод 0: Країна вежі —Вільний найманець—», який був випущений як OVA з першим релізом анімаційного фільму на DVD 19 жовтня 2005 року. Опенінгом аніме є All the way Сімокави Мікуні, а ендингом — The Beautiful World Маеди Ай; обидва сингли були випущені 18 червня 2003 року.
Список серій
| №       | Назва                                                                                    | Дата виходу    |
| ------- | ---------------------------------------------------------------------------------------- | -------------- |
| 1       | Земля видимого болю —Я тебе бачу.— «Hito no Itami ga Wakaru Kuni» (人の痛みがわかる国)   | 8 квітня 2003  |
| 2       | Історія про годування інших —Хочу жити.— «Hito o Kutta Hanashi» (人を喰った話)           | 15 квітня 2003 |
| 3       | Країна Пророцтва —Ми (не) знаємо майбутнє— «Yogen no Kuni» (予言の国)                    | 22 квітня 2003 |
| 4       | Країна дорослих —Права кожного— «Otona no Kuni» (大人の国)                               | 6 травня 2003  |
| 5       | Троє вздовж колії —Уздовж колії— «Rēru no Ue no Sannin no Otoko» (レールの上の三人の男)  | 13 травня 2003 |
| 6       | Колізей (Частина 1) —Месники— «Koroshiamu (Zenpen)» (コロシアム(前編))                   | 20 травня 2003 |
| 7       | Колізей (Частина 2) —Месники— «Koroshiamu (Kōhen)» (コロシアム(後編))                    | 27 травня 2003 |
| 8       | Країна магів —Магічні здібності— «Mahōtsukai no Kuni» (魔法使いの国)                     | 3 червня 2003  |
| 9       | Країна книг —Нічого не написано!— «Hon no Kuni» (本の国)                                 | 10 червня 2003 |
| 10      | Історія механічних ляльок —Білет в один кінець— «Kikai Ningyō no Hanashi» (機械人形の話) | 17 червня 2003 |
| 11      | Її подорож —Кохання і кулі— «Kanojo no Tabi» (彼女の旅)                                  | 24 червня 2003 |
| 12      | Мирна країна —Материнська любов— «Heiwa na Kuni» (平和な国)                              | 1 липня 2003   |
| 13      | Доброзичлива країна —Завтра ніколи не настане— «Heiwa na Kuni» (平和な国)                | 8 липня 2003   |
| 0 (OVA) | Країна вежі —Вільний найманець— «Tō no Kuni» (塔の国)                                    | 19 жовтня 2005 |

Друга аніме-адаптація із 12 епізодів, виробництва Lerche і Egg Firm, під назвою Kino no Tabi —the Beautiful World— the Animated Series виходила з 6 жовтня по 22 грудня 2017 року. Режисером серіалу став Тагучі Томохіса. Опенінг — Here and There, а ендинг — Satōdama no Tsuki (яп. 砂糖玉の月), обидва написані Янагі Нагі. Crunchyroll транслював аніме з субтитрами, а Funimation — одночасно з дубляжем.
Список серій
| № серії в серіалі | № серії в сезоні | Назва                                                                                           | Дата виходу       |
| ----------------- | ---------------- | ----------------------------------------------------------------------------------------------- | ----------------- |
| 14                | 1                | Країна, в якій можна вбивати людей «Hito o Korosu Koto ga Dekiru Kuni» (人を殺すことができる国) | 6 жовтня 2017     |
| 15                | 2                | Колізей «Koroshiamu» (コロシアム)                                                               | 13 жовтня 2017    |
| 16                | 3                | Неспокійна країна «Meiwaku na Kuni» (迷惑な国)                                                  | 20 жовтня 2017    |
| 17                | 4                | Корабельна країна «Fune no Kuni» (船の国)                                                       | 27 жовтня 2017    |
| 18                | 5                | Країна брехунів «Usotsukitachi no Kuni» (嘘つき達の国)                                          | 3 листопада 2017  |
| 19                | 6                | У хмарах «Kumo no Mae de» (雲の前で)                                                            | 10 листопада 2017 |
| 20                | 7                | Історична країна «Rekishi no Aru Kuni» (歴史のある国)                                           | 17 листопада 2017 |
| 21                | 8                | Країна радіохвиль «Denpa no Kuni» (電波の国)                                                    | 24 листопада 2017 |
| 22                | 9                | Різні країни «Iroiro na Kuni» (いろいろな国)                                                    | 1 грудня 2017     |
| 23                | 10               | Добра країна «Yasashī Kuni» (優しい国)                                                          | 8 грудня 2017     |
| 24                | 11               | Країна дорослих «Otona no Kuni» (大人の国)                                                      | 15 грудня 2017    |
| 25                | 12               | Поля баранів «Hitsuji-tachi no Sougen» (羊たちの草原)                                           | 22 грудня 2017    |

### Анімаційні фільми
Два аніме-фільми були створені в рамках серії Kino no Tabi. Перший, Kino's Journey: In Order to Do Something —Life Goes On.— (яп. 何かをするために—life goes on.—, Подорож Кіно: Мати намір —Життя триває.—) був створений A.C.G.T і зрежисований Ватанабе Такасі. Прем'єра в японських кінотеатрах відбулася 19 лютого 2005 року. 30-хвилинний фільм є приквелом до серіалу, показує, як Кіно навчалася у своєї наставниці, як вона вчилась їздити на Гермесі та відкриває природні відмінні навички стрільби перед тим, як зрештою вирішить повернути пальто Кіно його матері. Кінцевою темою є Hajimari no Hi (яп. 始まりの日) Ай Маеди.
Прем'єра другого фільму Kino no Tabi: Byōki no Kuni —For You— (яп. キノの旅：病気の国 —For You—, Подорож Кіно: Країна хвороби —Для тебе—) відбулася 21 квітня 2007 року як один із трьох фільмів, випущених на кінофестивалі Dengeki Bunko. Фільм, створений Shaft і зрежисований Накамура Рютаром, розповідає про подорож Кіно та Гермеса до країни, ізольованої від зовнішнього світу прозорим куполом: у штучному небі світить штучне сонце і не літає ані пташки, ані комахи. У цій країні панує смертельна хвороба, на розробку вакцини від якої витрачається більшість ресурсів. Кінцевою темою другого анімаційного фільму є «Bird» Сімокави Мікуні.

### Інше
Через п'ятнадцятий том уже закритого журналу ранобе MediaWorks Dengeki hp, випущеного 18 грудня 2001 року, можна було замовити поштою аудіопостановку.
Компанії Tycoon і ASCII Media Works адаптували Kino no Tabi в двох візуальних новелах для PlayStation 2. Перша гра під назвою Kino's Journey —the Beautiful World— була випущена 17 липня 2003 року,а її «найкраща» версія була випущена пізніше 25 листопада 2004 року. Більшість історії першої гри взято з першого, другого, третього, п'ятого та шостого томів ранобе, але є один сценарій, написаний Сігусавою Кейіті спеціально для гри. Саундтрек до першого візуальної новели був випущений 24 липня 2003 року. Друга гра під назвою Kino's Journey II —The Beautiful World— була випущена 1 грудня 2005 року, а її «найкраща» версія була випущена 8 березня 2007 року. Як і в першій грі, більша частина сюжету взята з ранобе, але є ще один оригінальний сценарій, написаний Сігусавою. Крім того, друга гра вийшла в комплекті з 36-сторінковою книгою під назвою Various Stories —a Beautiful Dreamer— (яп. いろいろな話 —a Beautiful Dreamer—, Iroirona Hanashi —a Beautiful Dreamer—), яка містить оригінальну історію, написану для гри. Обидві візуальні новели були озвучені, переважно тим самим акторським складом, що і перший аніме-серіал. Свого часу ASCII Media Works планувала випустити версію для PlayStation Portable.

## Критика і сприйняття
Перший том ранобе, опублікований у США, викликав схвальні відгуки. Newtype USA назвав її «Книгою місяця» за листопад 2006 року і охарактеризовав її, як «привабливою та захоплюючою»,а AnimeOnDVD вказало, що це «захопить вас» і «дозволить відчути подорож» разом з головним героєм. Серія шість разів входила в рейтинг у довіднику з ранобе Kono Light Novel ga Sugoi! Takarajimasha: друге місце у 2006 році, п'яте місце у 2007 році, шосте місце у 2008 році, дванадцяте місце у 2009 році, п'яте місце у 2012 році та п'яте місце у 2013 році.